# Флоріан Неуважний

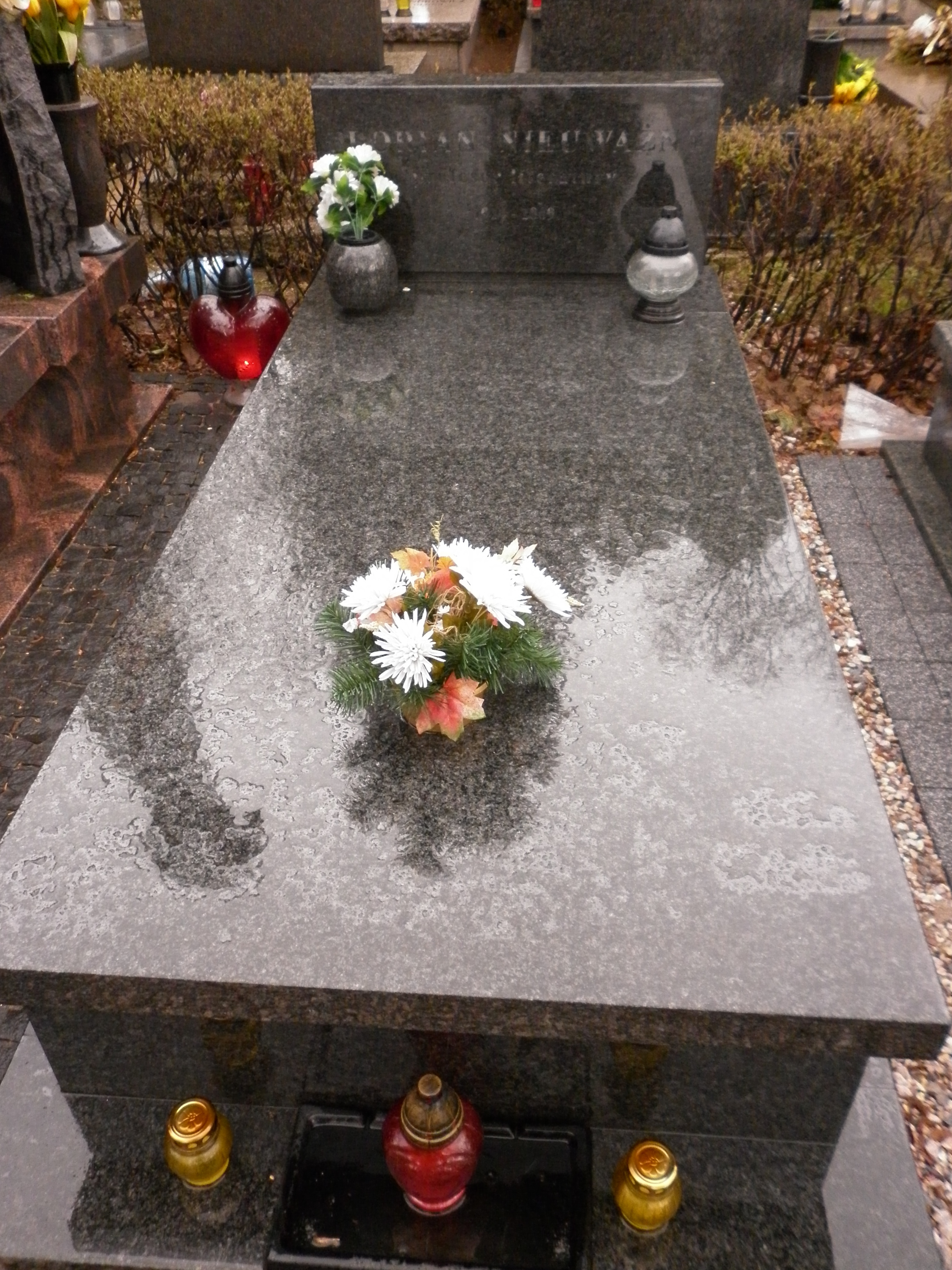
Могила Флоріана Неуважного

Флоріа́н Неува́жний (пол. Florian Nieuważny; * 30 квітня 1929, Живець — † 24 квітня 2009, Варшава) — польський мовознавець, славіст, україніст, перекладач, професор Варшавського університету й Люблінського університету Марії Склодовської-Кюрі, завідувач кафедри україністики. Батько історика Анджея Неуважного.

## Біографічні дані
Флоріан Неуважний народився в сім'ї робітника. У 1949 році вступив на філологічний факультет Київського університету (спеціальність — російська філологія). Слухав лекції, зокрема, Олександра Білецького, Василя Маслова, Олександра Назаревського і Агапія Шамрая. Працював у студентському науковому гуртку, яким тоді керував Леонід Булаховський. Флоріан Неуважний учився разом із Володимиром Короткевичем, приятелював із ним довгі роки. Ще студентом опублікував свою першу наукову працю — «Сатиричне зображення буржуазних дипломатів і політиків у творах Маяковського 1922—1923 років» (XVIII збірник «Студентські праці КДУ»). Закінчив університет у 1954 році, захистивши дипломну роботу про творчість Володимира Маяковського. Згодом стажувався в тому ж таки виші, під керівництвом Олександра Білецького написав кандидатську дисертацію — теж про творчість Маяковського. Офіційними опонентами на її успішному захисті були Максим Рильський і Григорій Вервес. Про ті часи Флоріан Неуважний згадував:
|  | Це був дуже важливий період у моєму житті… Не лише тому, що я набув навичок до самостійної наукової роботи. Не менш важливими стали для мене особисті знайомства з представниками української науки й літератури. Професор Білецький був видатною особистістю. В його домі збиралися провідні представники творчої інтелігенції Києва, і я саме там познайомився з Максимом Рильським… На авторських вечорах я познайомився також з Володимиром Сосюрою, Павлом Тичиною та іншими поетами. Коло моїх знайомих розширювалося. Познайомився я і з цілою плеядою молодих талановитих поетів (сьогодні це вже люди з великим літературним багажем) — Іваном Драчем, Ліною Костенко, Віталієм Коротичем, Миколою Вінграновським, Валерієм Шевчуком (чудовим перекладачем К.-І. Галчинського українською мовою), Юрієм Щербаком — лікарем за фахом і поетом за покликанням. Ці знайомства і дружба витримали випробування часом… Зустрічаємося ми часто, майже щорічно, а крім того, я перекладаю їхні твори, зокрема перший том І. Драча «Земля і слово», «Хроніку міста Ярополя» Ю. Щербака, збірку віршів В. Коротича «Дзеркало» і, нарешті, «Суть речей» Д. Павличка, великого друга польського народу і популяризатора творчості Ярослава Івашкевича в Україні |

Флоріан Неуважний був відомий славіст, спеціалізувався на східнослов'янських літературах. Написав монографії про Маяковського, Еренбурга. Досліджував творчість Федора Тютчева, Костянтина Паустовського, Юрія Тинянова, Віри Панової і Юрія Бондарева. Автор численних розвідок про Янку Купалу, Якуба Коласа, Володимира Короткевича, Василя Бикова, Янки Бриля, Ригора Барадуліна й Максима Танка. За прихильність до творчости останнього з цих письменників Неуважний дістав жартівливе прізвисько «передовий танколог». Публікував статті про творчість Павла Грабовського, Івана Котляревського, Мирослава Ірчана, Лесі Українки й — особливо ґрунтовно — Павла Тичини. Перекладав польською мовою українську, білоруську та російську прозу і поезію. Видав у своєму перекладі антологію поезії цих трьох народів «На тій землі» (1998). Переклав українською поему Томаса Стернза Еліота «Видовбані люди» (The Hollow Men).
1983 року Флоріан Неуважний увійшов у склад Національної ради Товариства польсько-радянської дружби. Був головою товариства «Варшава — Київ», а також очолював фонд «Slavica Orientalia», який сприяв проведенню наукових досліджень літератури східнослов'янських народів, видавав художні твори цієї літератури, організовував культурно-науковий обмін з Латвією, Естонією та Росією й скликав міжнародні науково-теоретичні конференції.
У липні 2005 року Флоріан Неуважний став кавалером Командорського Хреста Ордена Відродження Польщі.
У січні 2008-го президент України Віктор Ющенко нагородив Флоріана Неуважного орденом «За заслуги» III ступеня — за популяризацію доробку української культури у світі.
Флоріан Неуважний похований на Військовому кладовищі на Повонзках, що у Варшаві.

## Публікації
- 1965: Włodzimierz Majakowski — «Володимир Маяковський»
- 1966: Ilja Erenburg — «Ілля Еренбург»
- 1972: Z poezji ukraińskiej (wspólnie z Tadeuszem Hollendrem) — «З української поезії» (разом з Тадеушем Голлендером)
- 1976: Antologia poezji ukraińskiej (wspólnie z Jerzym Pleśniarowiczem) — «Антологія української поезії» (разом із Єжи Плесняровичем)
- 1980: Okno w nieskończoność: antologia opowiadań fantastycznonaukowych pisarzy radzieckich — «Вікно в безконечність» — антологія науково-фантастичних оповідань радянських письменників
- 1988: Okno otwarte na sad. Antologia współczesnej poezji radzieckiej (wybór, słowo wst. i noty o autorach) — «Вікно, відчинене в сад. Антологія сучасної радянської поезії» (упорядкування, вступ і примітки про авторів]
- 1990: Видовбані люди — переклад поеми Томаса Стернза Еліота «The Hollow Men». Томас Стернз Еліот. Вибране. — К: Дніпро, 1990. С. 178—181. ISBN 5-308-00753-5
- 1993: O poezji ukraińskiej: od Iwana Kotlarewskiego do Liny Kostenko — «Про українську поезію: від Івана Котляревського до Ліни Костенко»
- 1994: Słownik pisarzy rosyjskich — «Словник російських письменників»
- 1998: Na tej ziemi — «На тій землі» (збірка поезії, переклади Флоріана Неуважного)
- 1999: Literatura rosyjska. Leksykon (wspólnie z Andrzejem Drawiczem i Wiesławą Olbrych) — «Російська література. Лексикон» (разом із Анджеєм Дравичем і Веславою Ольбжих)
- 2007: Historia literatury rosyjskiej XX wieku (współautor) — «Історія російської літератури ХХ століття» (співавтор)

## Цікаві факти
1954 року Флоріан Неуважний дав назву «Ювеналії» студентському святу, яке з весни 1964-го стало щорічним і всепольським.